# أناتولي غولدبرغ
أناتولي غولدبرغ (بالروسية : Анатолий Асирович гольдберг)، (بالأوكرانية: Анатолій Асірович Гольдберг)؛ مواليد 1930 ابريل 2 ولد في اوكرانيا مدينة كيف كان عالم رياضيات سوفيتيًا وإسرائيليًا يعمل في التحليل المركب، كان مجاله الرئيسي للبحث هو نظرية الوظائف الكاملة والشكلية الشكل.

## الحياة والعمل
حصل أناتولي غولدبرغ درجة الدكتوراه عام 1955 من جامعة لفوف تحت إشراف ليف فولكوفيسكي. عمل محاضرًا في جامعة أوزجورود (1955- 1963) ، ثم في جامعة لفوف (1963- 1974) ، حيث أصبح أستاذًا متفرغًا في عام 1965 ، وفي جامعة بار إيلان (1997 - 2008). Goldberg بالاشتراك مع IV Ostrovskii و B.Ya. ليفين، حصل على جائزة الدولة لأوكرانيا في عام 1992.

## انجازتة الرئيسية
1- بناء وظائف متغيرة الشكل مع عدد لانهائي من القيم الناقصة،
2- المشكلة العكسية لنظرية نيفانلينا لعدد محدود من القيم الناقصة،
3- قام بتطوير التكامل فيما يتعلق بالتدبير شبه الإضافي قام بتأليف كتاب Goldberg & Ostrovskii (2008) وأكثر من 150 ورقة بحثية.

## منشورات مختارة
غولدبرغ، أأ ؛ اوستروفسكي الرابع (1970). توزيع قيم وظائف الشكل (بالروسية). موسكو: نوكا. السيد 0280720 .، مترجم كـ غولدبرغ، أأ ؛ أوستروفسكي، الرابع (2008). توزيع قيم وظائف الشكل . بروفيدنس، RI: عامر. رياضيات. شركة رقم ISBN 978-0-8218-4265-2. السيد 2435270 .

## الكتب المنشورة
1-(توزيع قيمة وظائف الشكل) Value Distribution of Meromorphic Functions